# ビリー・ウェバー
ビリー・ウェバー（Billy Weber）は、アメリカ合衆国の編集技師である。

## 人物
初めて編集はテレンス・マリック監督第1作『地獄の逃避行』（1973年）で、ウィリアム・ウェバー名義で編集助手としてクレジットされた。マリックの次作『天国の日々』（1978年）、さらに第3作『シン・レッド・ライン』（1998年）の編集も手がけた。第4作『ニュー・ワールド』（2005年）では編集ではなく製作補佐としてクレジットされた。第5作『ツリー・オブ・ライフ』（2011年）では再び編集を務めている。
マリックのほかにはマーティン・ブレスト、トニー・スコットの作品を手掛けている。
アカデミー編集賞には『トップガン』と『シン・レッド・ライン』でノミネートされた。
マーティン・ブレスト製作の Josh and S.A.M.（1993年）で1度だけ監督を経験している。

## フィルモグラフィ
- 天国の日々 Days of Heaven (1978)
- ウォーリアーズ The Warriors (1979)
- 48時間 48 Hrs. (1982)
- 新・ジキル博士とハイド氏 Jekyll and Hyde... Together Again (1982)
- ビバリーヒルズ・コップ Beverly Hills Cop (1984)
- アイスマン Iceman (1984)
- The House of God (1984)
- ピーウィーの大冒険 Pee-wee's Big Adventure (1985)
- トップガン Top Gun (1986)
- ビバリーヒルズ・コップ2 Beverly Hills Cop II (1987)
- ダブルボーダー Extreme Prejudice (1987)
- ミッドナイト・ラン Midnight Run (1988)
- ザ・パッケージ/暴かれた陰謀 The Package (1989)
- デイズ・オブ・サンダー Days of Thunder (1990)
- ピュア・ラック Pure Luck (1991)
- ラブリー・オールドメン/釣り大将LOVE LOVE日記 Grumpier Old Men (1995)
- ホワイトハウスの陰謀 Murder at 1600 (1997)
- シン・レッド・ライン The Thin Red Line (1998)
- ブルワース Bulworth (1998)
- デンジャラス・ビューティー Miss Congeniality (2000)
- ショウタイム Showtime (2002)
- ジーリ Gigli (2003)
- ナチョ・リブレ 覆面の神様 Nacho Libre (2006)
- バーンヤード Barnyard (2006)
- 愛の伝道師 ラブ・グル The Love Guru (2008)
- Passion Play (2010)
- ツリー・オブ・ライフ The Tree of Life (2011)
- ジャック・リーチャー NEVER GO BACK Jack Reacher: Never Go Back (2016)
- ハリウッド・スキャンダル Rules Don't Apply (2016)

## 関連文献
- Torgerson, Liv (1999-05). “Conversations with Billy Weber and Leslie Jones”. Motion Picture Editors Guild Newsletter 20 (3).  オリジナルの2008年8月29日時点におけるアーカイブ。.